# Liste der Biografien/Belt
Liste der Biografien |
Portal Biografien |
Personensuche
# |
A |
B |
C |
D |
E |
F |
G |
H |
I |
J |
K |
L |
M |
N |
O |
P |
Q |
R |
S |
T |
U |
V |
W |
X |
Y |
Z |
?
 
Ba |
Be |
Bd |
Bg |
Bh |
Bi |
Bj |
Bl |
Bm |
Bn |
Bo |
Br |
Bs |
Bu |
Bw |
By |
Bz
 
Bea–Beb |
Bec |
Bed |
Bee |
Bef |
Beg |
Beh |
Bei |
Bej |
Bek |
Bel |
Bem |
Ben |
Beo |
Bep |
Beq |
Ber |
Bes |
Bet |
Beu |
Bev |
Bew |
Bex |
Bey |
Bez
 
Bela |
Belb |
Belc |
Beld |
Bele |
Belf |
Belg |
Belh |
Beli |
Belj |
Belk |
Bell |
Belm |
Beln |
Belo |
Belp |
Belq |
Belr |
Bels |
Belt |
Belu |
Belv |
Belw |
Bely |
Belz
Die Liste der Biografien führt alle Personen auf, die in der deutschsprachigen Wikipedia einen Artikel haben. Dieses ist eine Teilliste mit 116 Einträgen von Personen, deren Namen mit den Buchstaben „Belt“ beginnt.

## Belt
- Belt, Haller (1885–1979), US-amerikanischer Filmtechniker
- Belt, Richard Claude (1851–1920), britischer Bildhauer
- Belt, Silvester (* 1997), litauischer Sänger und Songschreiber
- Belt, Thomas (1832–1878), englischer Geologe und Naturwissenschaftler

### Belte
- Belter, Herbert (1929–1951), deutscher Widerstandskämpfer gegen die SED-Diktatur
- Belterman, Joey (* 1993), niederländischer Fußballspieler
- Beltermann, Wolfgang (1939–2010), deutscher Offizier, Brigadegeneral des Heeres der Bundeswehr

### Belth
- Belthle, Friedrich (1829–1869), deutscher Optiker und Mikroskophersteller in Wetzlar

### Belti
- Belting, Franz (1908–2010), deutscher Maler und Grafiker
- Belting, Hans (1935–2023), deutscher Kunstwissenschaftler und Medientheoretiker
- Belting-Ihm, Christa (* 1927), deutsche Kunsthistorikerin

### Beltj
- Beltjens, Nelleke (* 1974), niederländische Bildhauerin und Zeichnerin

### Beltm
- Beltman, Chantal (* 1976), niederländische Radsportlerin
- Beltman, Roy (1946–2005), niederländischer Musikproduzent

### Belto
- Beltoise, Anthony (* 1971), französischer Autorennfahrer
- Beltoise, Jean-Pierre (1937–2015), französischer AutorennfahrerJean-Pierre Beltoise (1937–2015)

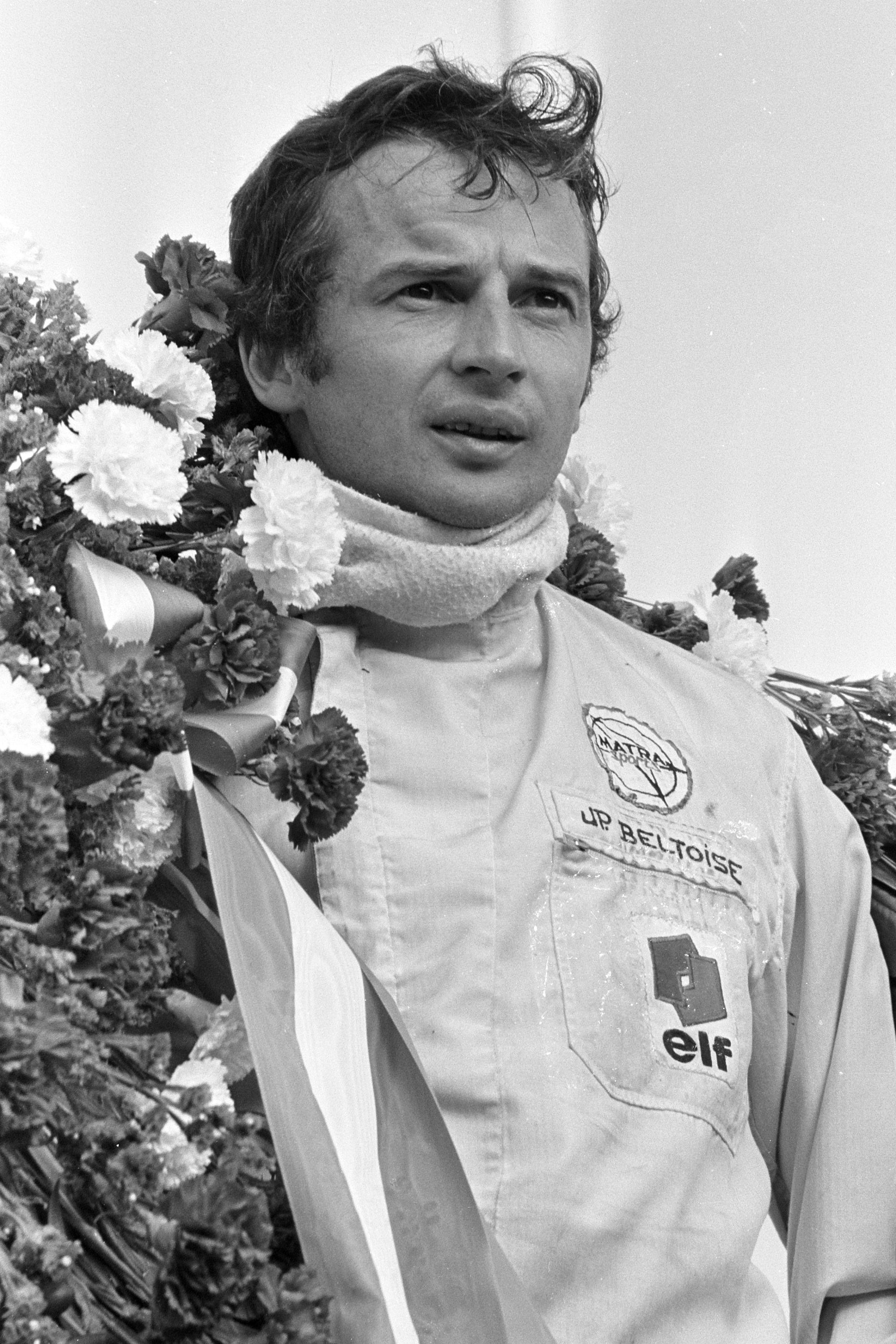
Jean-Pierre Beltoise (1937–2015)

- Belton, Catherine (* 1973), Investigativjournalistin und Buchautorin
- Belton, Emil (* 1999), deutscher Schauspieler
- Belton, Howard C. (1893–1988), US-amerikanischer Farmer und Politiker (Republikanische Partei)
- Belton, Jack († 1963), irischer Politiker
- Belton, Janine (* 1979), britische Schwimmerin
- Belton, Louis (1943–2023), irischer Politiker
- Belton, Luke (1918–2006), irischer Politiker (Fine Gael)
- Belton, Oskar (* 1999), deutscher SchauspielerOskar Belton (* 1999)

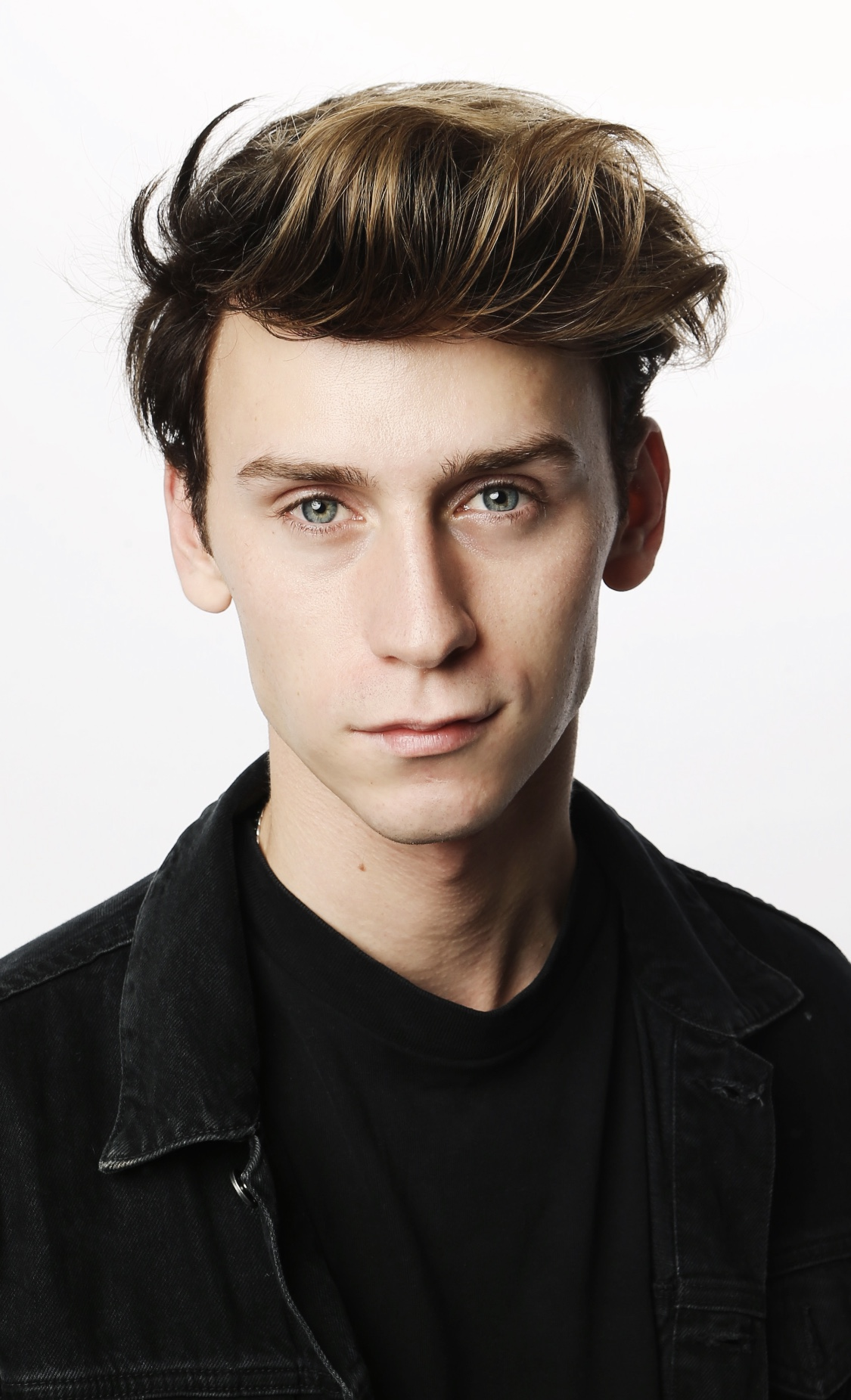
Oskar Belton (* 1999)

- Belton, Paddy (1926–1987), irischer Politiker
- Beltoon († 2015), afghanischer Folklore-Sänger
- Bełtowska, Pola (* 2006), polnische Skispringerin und Nordische Kombiniererin

### Beltr
- Beltracchi, Helene (* 1958), deutsche Kunstfälscherin
- Beltracchi, Wolfgang (* 1951), deutscher Maler und ehemaliger Kunstfälscher
- Beltram, Joey (* 1971), US-amerikanischer Graffitikünstler und Musiker
- Beltrame, Achille (1871–1945), italienischer Maler und Illustrator
- Beltrame, Arnaud (1973–2018), französischer Gendarmerie-Offizier
- Beltrame, Fabiana (* 1982), brasilianische Ruderin
- Beltrame, Francisco (* 1952), uruguayischer Politiker
- Beltrame, Giovanni (1824–1906), italienischer Sprachforscher und Afrikareisender
- Beltrame, Marco (* 1986), italienischer Skispringer
- Beltrame, Sebastián (* 1983), argentinischer Biathlet
- Beltrame, Séverine (* 1979), französische Tennisspielerin
- Beltrame, Stefano (* 1960), italienischer Diplomat und Autor
- Beltrame, Stefano (* 1993), italienischer Fußballspieler
- Beltrametti, Franco (1937–1995), Schweizer Architekt, Künstler und Schriftsteller
- Beltrametti, Silvano (* 1979), Schweizer Skirennfahrer
- Beltrami, Andrea, italienischer Architekt und Festungsbauer
- Beltrami, Andrea (1870–1897), italienischer Ordensgeistlicher
- Beltrami, Antonio (1724–1784), italienischer Maler
- Beltrami, Benedetto, italienischer Bildhauer und Architekt
- Beltrami, Cesare (* 1942), italienischer Kanute
- Beltrami, Eugenio (1835–1900), italienischer Mathematiker
- Beltrami, Eugenio A. (1930–1995), italienischer Erfinder und Motorradrennfahrer
- Beltrami, Giacomo, italienischer Patrizier
- Beltrami, Giacomo (1779–1855), italienischer Aristokrat, Richter, Freimaurer und Anhänger Napoleons
- Beltrami, Gian Mario (1893–1936), italienischer Luftwaffengeneral
- Beltrami, Giovanni (1777–1854), italienischer Gemmenschneider
- Beltrami, Giovanni (1860–1926), italienischer Maler und Kunstkritiker
- Beltrami, Giovanni Antonio de’, italienischer Maler
- Beltrami, Girolamo, italienischer Architekt des Barock
- Beltrami, Giuseppe (1889–1973), italienischer Geistlicher, Kardinal der römisch-katholischen Kirche
- Beltrami, Ivan (* 1969), italienischer Radrennfahrer
- Beltrami, Joseph (1932–2015), schottischer Anwalt schweizerischer Abstammung
- Beltrami, Luca (1854–1933), italienischer Architekt, Architekturhistoriker und Abgeordneter
- Beltrami, Marco (* 1966), US-amerikanischer FilmkomponistMarco Beltrami (* 1966)

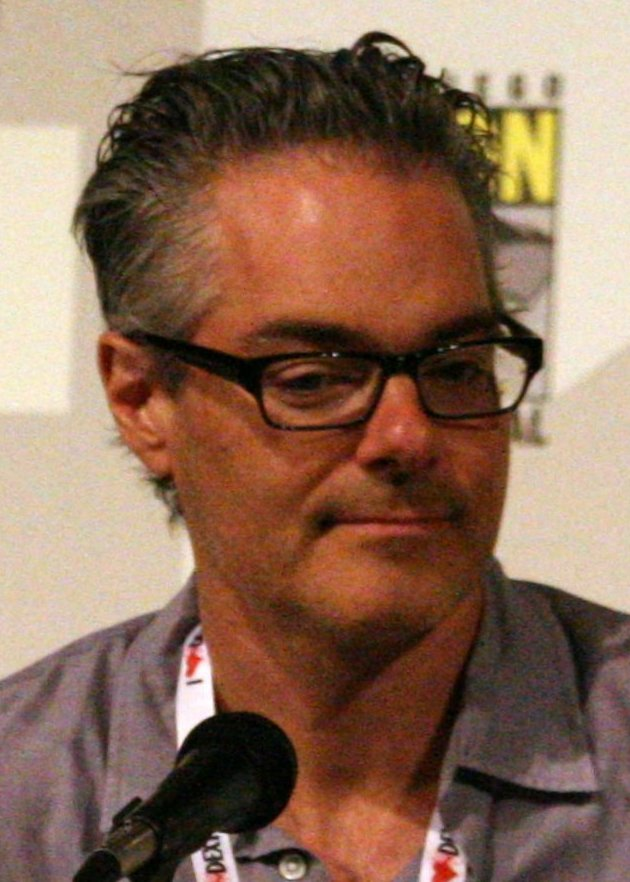
Marco Beltrami (* 1966)

- Beltrami, Pietro (1812–1872), italienischer Anhänger der Carbonari und späterer Unternehmer und Politiker
- Beltrami, Walter (* 1974), italienischer Jazzmusiker (Gitarre, Komposition)
- Beltrami, Wolmer (1922–1999), italienischer Jazzmusiker
- Beltraminelli, Paolo (* 1961), Schweizer Ingenieur und Politiker (FDP)
- Beltramino, Attilio (1901–1965), italienischer Ordensgeistlicher, römisch-katholischer Bischof von Iringa
- Beltrán de Heredia y Ruiz de Alegría, Vicente (1885–1973), spanischer römisch-katholischer Theologe sowie Ordens- und Theologiehistoriker des Dominikanerordens
- Beltrán Espantoso, Pedro Gerardo (1897–1979), peruanischer Politiker, Diplomat und Verleger, Premierminister
- Beltrán Leyva, Héctor (1965–2018), mexikanischer Drogenbaron
- Beltrán Mullin, Enrique († 2013), uruguayischer Politiker und Journalist
- Beltrán Santamaria, Nel Hedye (1941–2025), kolumbianischer Geistlicher, emeritierter römisch-katholischer Bischof von Sincelejo
- Beltrán, Alberto (1923–2002), mexikanischer Grafiker
- Beltrán, Alberto (1924–1997), dominikanischer Sänger
- Beltran, Alma (1919–2007), mexikanische Schauspielerin
- Beltran, Benigno P. (* 1946), philippinischer Ordensgeistlicher, Autor und Theologe
- Beltrán, Carlos (* 1977), US-amerikanischer Baseballspieler
- Beltran, Crispin (1933–2008), philippinischer Politiker
- Beltrán, Daima (* 1972), kubanische Judoka
- Beltran, Eusebius Joseph (* 1934), US-amerikanischer Geistlicher, römisch-katholischer Erzbischof von Oklahoma City
- Beltrán, Fernando (* 1998), mexikanischer Fußballspieler
- Beltrán, Fran (* 1999), spanischer Fußballspieler
- Beltran, Fred (* 1963), französischer Comiczeichner
- Beltrán, Ileana (* 1971), kubanische Judoka
- Beltrán, Joaquín (* 1977), mexikanischer Fußballspieler
- Beltran, John (* 1969), US-amerikanischer Techno- und Ambient-Musiker
- Beltrán, Lola (1932–1996), mexikanische Sängerin und Schauspielerin
- Beltrán, Lucas (* 2001), argentinisch-italienischer Fußballspieler
- Beltrán, Luis (1526–1581), spanischer Dominikaner und Heiliger
- Beltrán, Manuel (* 1971), spanischer Radrennfahrer
- Beltrán, Pedro (* 1986), chilenischer Biathlet
- Beltrán, Raymundo (* 1981), mexikanischer Boxer
- Beltran, Robert (* 1953), US-amerikanischer Schauspieler
- Beltran, Rodolfo Fontiveros (1948–2017), philippinischer Geistlicher, römisch-katholischer Bischof von San Fernando de La Union
- Beltrán, Víctor (1932–2023), chilenischer Fußballspieler
- Beltran, Yurizan (1986–2017), US-amerikanische Pornodarstellerin und SchauspielerinYurizan Beltran (1986–2017)

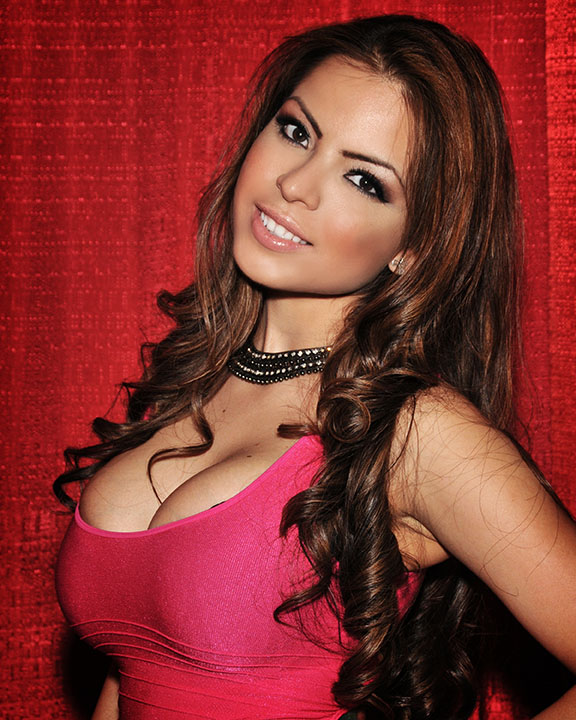
Yurizan Beltran (1986–2017)

- Beltrán-Leyva, Marcos Arturo (1961–2009), mexikanischer Drogenbaron
- Beltrano, Agostino (* 1607), neapolitanischer Maler des Barock
- Beltrão, José (1905–1948), portugiesischer Springreiter
- Beltré, Adrián (* 1979), dominikanischer Baseballspieler
- Beltritti, Giacomo (1910–1992), italienischer katholischer Geistlicher und Lateinischer Patriarch von Jerusalem

### Belts
- Beltschew, Christo (1857–1891), bulgarischer Dichter und Politiker

### Beltu
- Bēltum, Ehefrau von Jasmaḫ-Addu, dem assyrischen Gouverneur von Mari

### Beltz
- Beltz, Bill (1912–1960), US-amerikanischer Politiker
- Beltz, Hans (1897–1977), deutscher Pianist und Musikpädagoge, Hochschullehrer in Berlin
- Beltz, Johannes (* 1967), deutsch-schweizerischer Kurator und Dozent
- Beltz, Joshua (* 1995), australischer Hockeyspieler
- Beltz, Ludwig (1882–1944), deutscher Internist und medizinischer Direktor
- Beltz, Martina (* 1962), deutsche Schachspielerin und -trainerin
- Beltz, Matthias (1945–2002), deutscher Kabarettist und freier AutorMatthias Beltz (1945–2002)

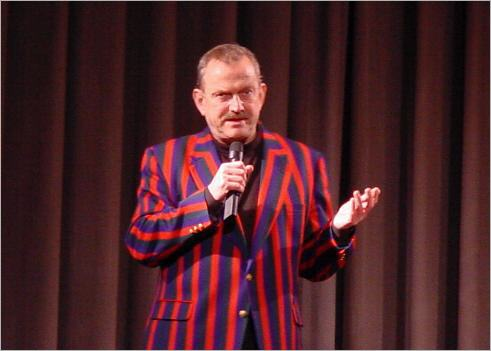
Matthias Beltz (1945–2002)

- Beltz, Robert (1854–1942), deutscher Prähistoriker
- Beltz, Robert (1900–1981), französischer Zeichner und Illustrator
- Beltz, Samuel (* 1980), australischer Ruderer
- Beltz, Torben (* 1976), deutscher Tennisspieler und Tennistrainer
- Beltz, Walter (1935–2006), deutscher Religionswissenschaftler und Orientalist
- Beltzhoover, Frank Eckels (1841–1923), US-amerikanischer Politiker
- Beltzig, Günter (1941–2022), deutscher Designer